# Cara Raether
Cara Raether es una jinete estadounidense que compitió en la modalidad de salto ecuestre. Ganó una medalla de bronce en los Juegos Panamericanos de 2007, en la prueba por equipos.

## Palmarés internacional
| Juegos Panamericanos | Juegos Panamericanos    | Juegos Panamericanos | Juegos Panamericanos |
| Año                  | Lugar                   | Medalla              | Categoría            |
| -------------------- | ----------------------- | -------------------- | -------------------- |
| 2007                 | Río de Janeiro (Brasil) | Medalla de bronce    | Por equipos          |